# ورقة 10,000 ين
ورقة 10,000 ين (باليابانية: 1万円紙幣) هي أكبر فئة من الأوراق النقدية للين الياباني، وكذلك أكبر فئة من الين الياباني بشكل عام. أصدرت الورقة أول مرة عام 1958 مع السلسلة الثالثة من الأوراق النقدية. أحدث إصدار لها هي سلسلة E التي بدأ إصدارها في عام 2004. من المقرر أن تدخل السلسلة F الجديدة التداول في عام 2024.

## الإصدارات

### السلسلة C
أصدرت الورقة النقدية في 1 ديسمبر 1958. يوجد على وجه الورقة ذات اللون البني والأخضر الأمير شوتوكو وفي الظهر تمثال فنغهوانغ في قاعة العنقاء، بيودو إن، كيوتو.

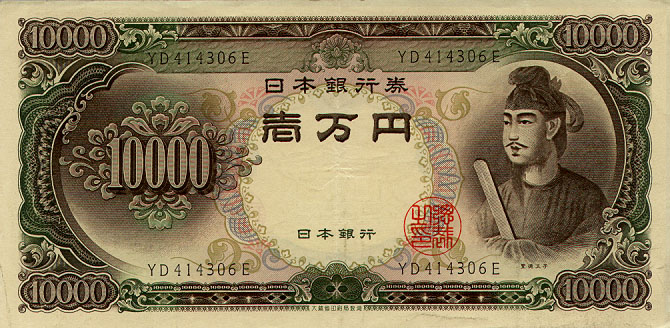
وجه ورقة 10,000 ين من السلسلة C (1957).
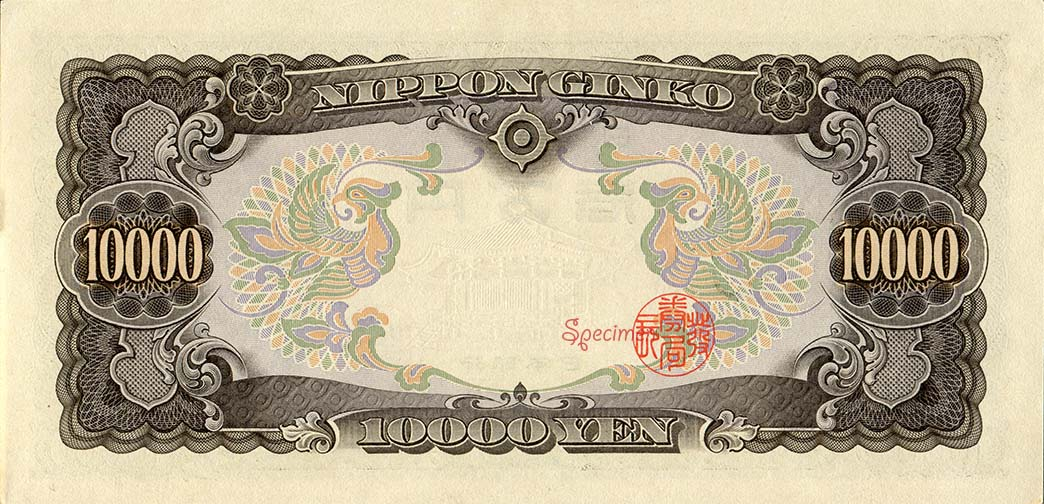
ظهر ورقة 10,000 ين من السلسلة C (1957).

### السلسلة D
أصدرت الورقة في 12 سبتمبر 1984. يوجد على وجه الورقة البنية فوكوزاوا يوكيتشي هو فيلسوف من فترة ميجي ومؤسس جامعة كيئو وفي الظهر زوجان من طائر التدرج.

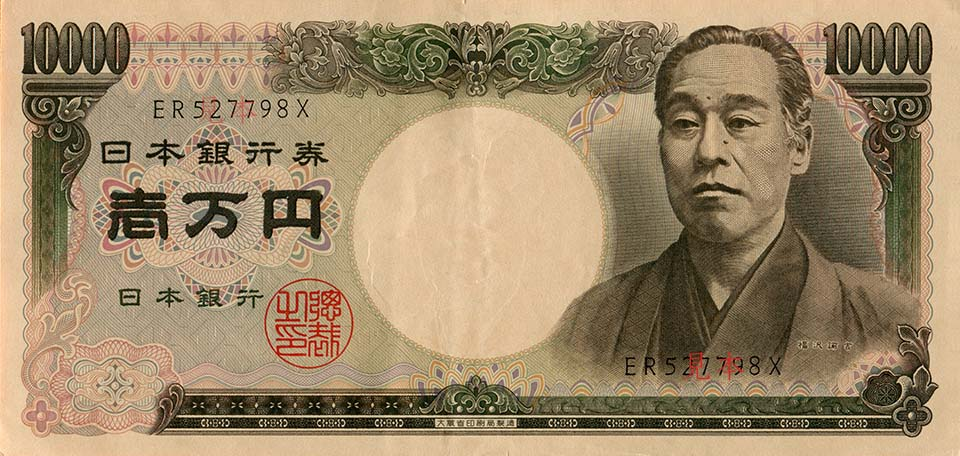
وجه ورقة 10,000 ين من السلسلة D (1984).
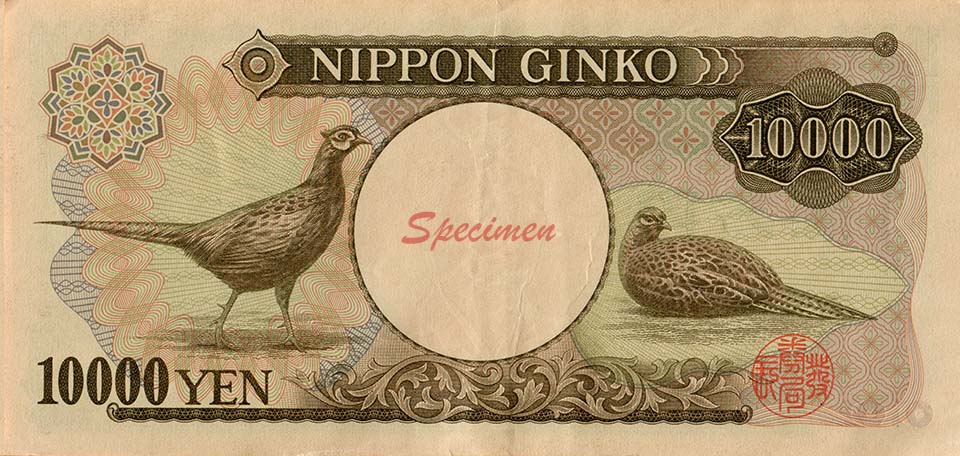
ظهر ورقة 10,000 ين من السلسلة D (1984).

### السلسلة E
أصدرت الورقة في 1 نوفمبر 2004 وجه بنفس تصميم الورقة السابقة من السلسلة D، ولكن أضيفت زخارف إضافية وميزات أمان جديدة. أما الظهر فهو تمثال فنغهوانغ في قاعة العنقاء، بيودو إن، كيوتو في الخلف.وضعت ميزات أمنية جديدة لمكافحة التزييف في الأوراق النقدية وتشمل الطباعة الغائرة والصور المجسمة والطباعة الدقيقة والحبر المضىء والصور الكامنة والعلامات المائية.

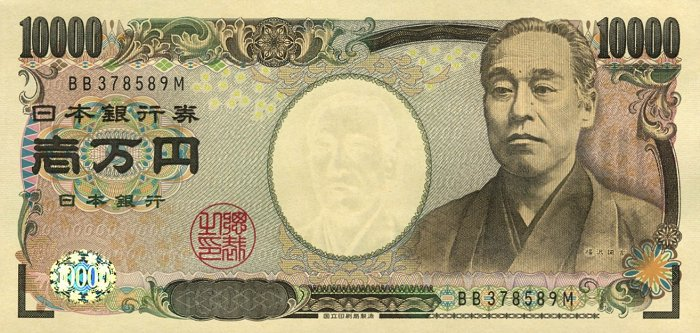
وجه ورقة 10,000 ين من السلسلة E (2004).
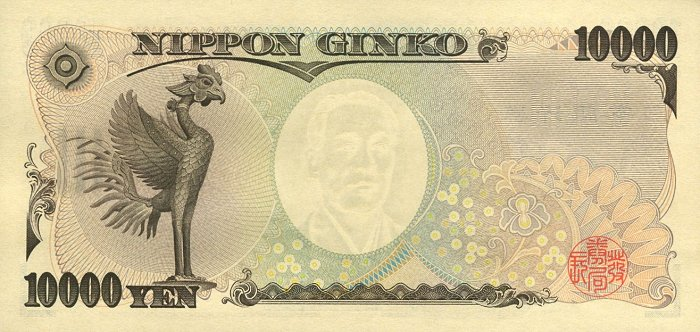
ظهر ورقة 10,000 ين من السلسلة E (2004).

### السلسلة F
أعلن وزير المالية تارو أسو في 9 أبريل 2019 عن تصميمات جديدة للأوراق النقدية من فئة 1000 ين و5000 ين و10000 ين، ستطرح بدءًا من 3 يوليو 2024. ستحتوي ورقة 10000 ين على Shibusawa Eiichi محطة طوكيو.

أُعلن عبر حساب تويتر التابع لبنك اليابان في 1 سبتمبر 2021 أن طباعة تصميم الورقة الجديدة قد تمت بدأت استعدادًا للطرح المزمع في عام 2024.

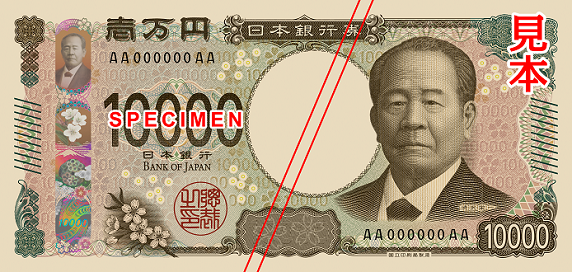
وجه ورقة 10,000 ين من السلسلة F (2024).
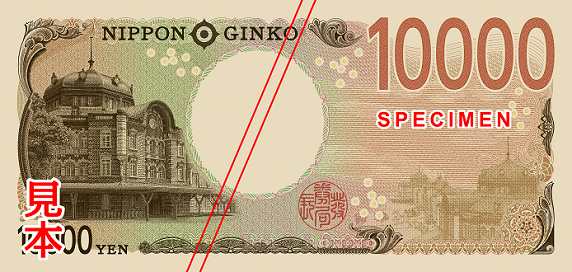
ظهر ورقة 10,000 ين من السلسلة F (2024).